# Rio Itajaí do Oeste
O rio Itajaí do Oeste é um curso de água do estado de Santa Catarina, no Brasil. Sua nascente fica no município de Rio do Campo, na divisa com Santa Terezinha. O rio Itajaí do Oeste se une ao rio Itajaí do Sul em Rio do Sul, onde nasce o rio Itajaí-Açu.

## Topônimo
O nome "Itajaí" é de origem tupi e significa "água do senhor da pedra", através da junção dos termos itá ("pedra"), îara ("senhor") e  'y  ("água").

## Características
Corre no sentido noroeste-sudeste até encontrar-se com o rio Itajaí do Sul, na cidade de Rio do Sul, para constituir o rio Itajaí-Açu.